# رقه (بشرویه)

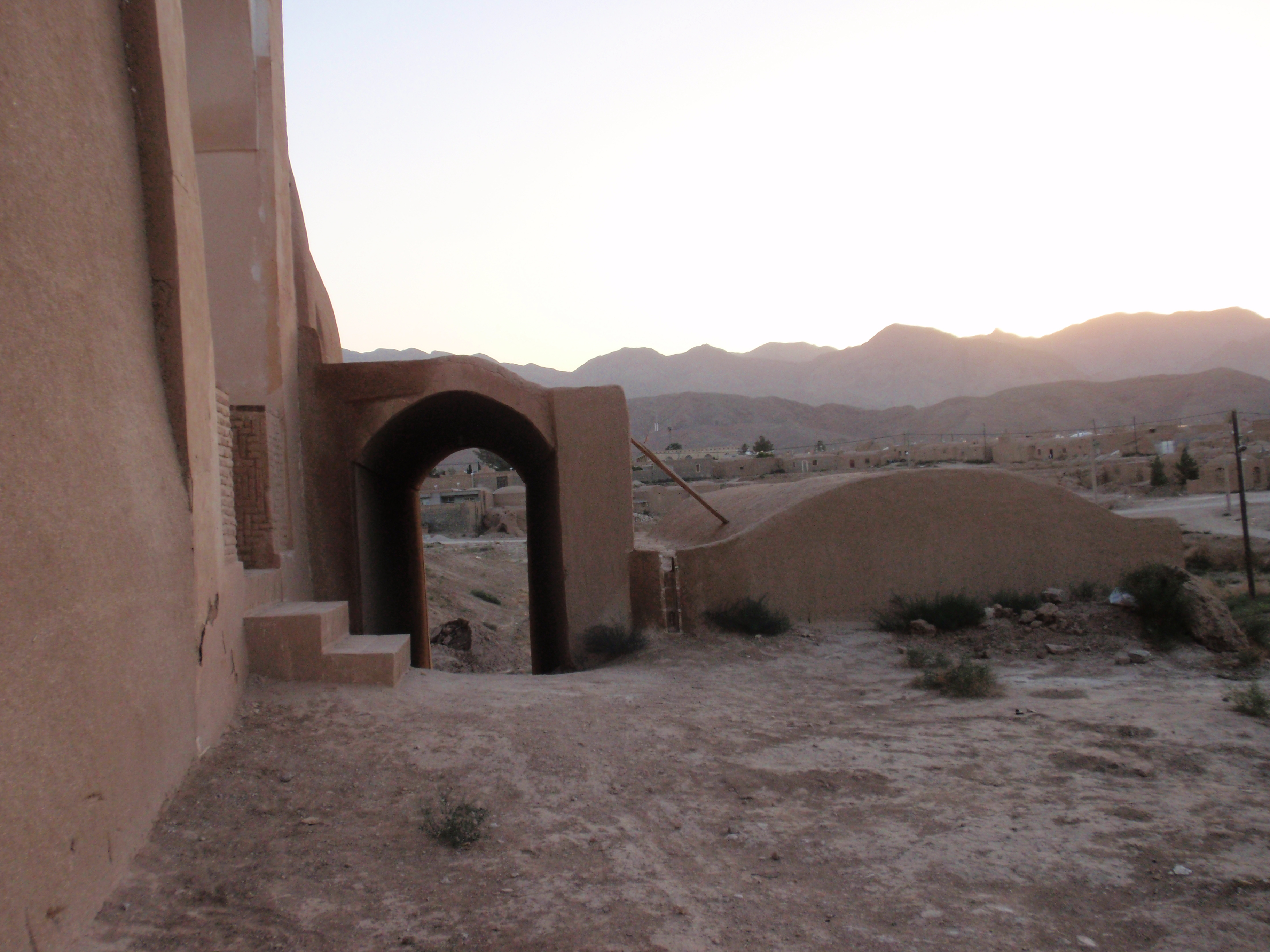
نمای بیرونی از مسجد جامع رقه (میراث باستانی) در سال ۲۰۱۵

رقه، روستایی از توابع شهرستان بشرویه در استان خراسان جنوبی در شرق ایران است.

## پیشینه
قدیمی‌ترین اثری که از رقه نام برده سفرنامه ناصر خسرو است. ناصر خسرو در قرن پنجم هنگام سفر از طبس به تون از رقه عبور کرده است. وی در سفرنامه اش در مورد رقه گفته است:
چون از طبس ۱۲ فرسنگ بیامدم قصبه ای بود که آن را رقه گویند. آب‌های روان داشت زرع، باغ و درخت و بارو و مسجد و آدینه و دیه‌ها و مزارع تمام دارد ۹ ربیع از رقه برفتیم و ۱۲ ماه به شهر تون رسیدیم. 

## آثار تاریخی
- مسجد جامع رقه
- قلعه رقه
- آسیاب دهنه
- قلعه دختر

## جمعیت
این روستا، مرکز دهستان رقه بوده و در آخرین سرشماری تعداد ۵۰۰۰ نفر جمعیت داشته است.